# Judith Plaskow
Judith Plaskow (Brooklyn, 14 de marzo de 1947) es una teóloga, autora y activista estadounidense, conocida como la primera teóloga feminista judía. Tras doctorarse en la Universidad de Yale, impartió clases en el Manhattan College durante treinta y dos años antes de convertirse en profesora emérita. Cofundó el Journal for Feminist Studies in Religion («Revista de Estudios Feministas en Religión») y fue su editora durante los primeros diez años. También ayudó a fundar B'not Esh, un grupo feminista judío que ha inspirado enormemente su obra, y una sección feminista de la Academia Americana de Religión, organización de la que fue presidenta en 1998.
La obra de Plaskow fue crucial para el desarrollo de la teología feminista judía. Su obra más significativa, Standing Again at Sinai: Judaism from a Feminist Perspective («De pie de nuevo en el Sinaí: el judaísmo desde una perspectiva feminista»), argumentó que la ausencia de perspectivas femeninas en la historia judía tuvo un impacto negativo en la religión, e instó a las feministas judías a recuperar su lugar en la Torá y el pensamiento judío. Es uno de los primeros textos teológicos feministas judíos jamás escritos y es considerado por algunos como uno de los textos judíos más importantes del siglo XX.
Su ensayo The Coming of Lilith («La llegada de Lilit») fue crucial para reimaginar a Lilit como una figura positiva para las mujeres, en lugar de un demonio peligroso. La presenta como una mujer injustamente castigada por desear su legítima igualdad con Adán. Cuando Eva busca a Lilit, se unen en hermandad para construir un mundo mejor. Desde The Coming of Lilith, Lilit se ha convertido en una figura importante para las feministas judías, y dio nombre a la revista feminista judía Lilith.
Desde joven, consideró la ética y el activismo como parte integral del judaísmo, lo que influyó en sus contribuciones a la ética feminista. Se declaró lesbiana en la década de 1980, y aunque la sexualidad siempre ha sido su tema central, su artículo en Twice Blessed: On Being Lesbian or Gay and Jewish («Dos veces bendecida: Sobre ser lesbiana, gay y judía») fue su análisis más formal y popular sobre ser lesbiana judía.

## Primeros años
Judith Plaskow nació en Brooklyn, Nueva York, el 14 de marzo de 1947. Sus padres fueron Vivian Cohen Plaskow, profesora de lectura de refuerzo, y Jerome Plaskow, contador público certificado. Su hermana menor, Harriet, nació en 1950. Los Plaskow se mudaron a West Hempstead, Long Island, donde Plaskow asistió a la escuela pública. Describió su barrio como diverso en cuanto a religión, pero no en cuanto a raza. Una vez que pudo empezar a ir a Nueva York con sus amigos, empezó a resentirse de su lugar de residencia y a centrarse cada vez más en la gran ciudad.
Durante su infancia, Plaskow asistió a una congregación reformada clásica y cursó doce años de escuela hebrea. Su educación religiosa temprana fue universalista y enfatizaba cómo Dios llama al pueblo judío a ser «luz para las naciones», lo que inspiró su visión de que la ética y el activismo son cruciales para la práctica judía. Plaskow sentía que su congregación era «típica en su trato a las mujeres como ciudadanas de segunda clase». Su rabino se oponía a permitir la ordenación de mujeres y discrepaba tanto con el bar mitzvá como con el bat mitzvá, y quería que los niños continuaran en la escuela hebrea hasta la confirmación en noveno grado. Sus padres lo convencieron de celebrar las ceremonias del bar mitzvá, pero insistieron en que las niñas (incluido Plaskow) tuvieran una ceremonia de reconocimiento hebreo en grupo. Plaskow afirma que siempre sintió que había algo incorrecto en todas estas inconsistencias, pero era demasiado joven para deconstruir lo que veía.
De niña, Plaskow sentía un gran interés por la teología y la ética debido a su congregación reformista y a una inclinación natural hacia ella. Asistió a la Marcha sobre Washington de 1963 con miembros de su congregación y presenció el famoso discurso «Yo tengo un sueño» de Martin Luther King Jr., que la inspiró a imaginar un mundo transformado por la igualdad de género, tal como él lo había imaginado por la igualdad racial. Tras aprender sobre el Holocausto en la escuela, Plaskow formuló sus primeras preguntas teológicas sobre el bien y el mal. A partir de ese momento su interés creció y se convirtió en la única estudiante de su escuela hebrea que realmente quería estar allí. Siempre anheló aprender algo valioso allí, aunque afirma que nunca lo hizo.
Durante la primaria y la secundaria, Plaskow soñaba con ser rabina, aunque las mujeres rabinas eran desconocidas y la idea se enfrentaba a la oposición de muchos, incluido su propio rabino. Sin embargo, ella tenía sus propias reservas. Quería ser pionera, pero sentía que no podía hasta estar segura de creer en Dios. Su vida cambió durante un servicio religioso de Neilá en Yom Kipur, cuando se dio cuenta de que podía obtener un doctorado en teología. Admite que ser rabina le habría costado mucho menos trabajo y habría sido la segunda mujer rabina, pero dice que «nació teóloga» y ahora está segura de haber tomado la decisión correcta.

## Antecedentes académicos
Plaskow obtuvo su licenciatura con honores en la Universidad Clark en 1968, lo que incluyó pasar su tercer año en el extranjero en la Universidad de Edimburgo. Edimburgo fue su primera experiencia como una de las pocas personas judías en un entorno predominantemente cristiano, y le mostró cómo las cuestiones cristianas podían contextualizarse fácilmente en un contexto judío. Esto la hizo sentir más cómoda al solicitar programas de teología protestante después de graduarse, una necesidad debido a la escasez de programas judíos y a la falta de un departamento de religión en la Universidad Clark. Posteriormente, se especializó en teología protestante y obtuvo su doctorado en la Escuela de Teología de Yale en 1975. Escribió su tesis doctoral en la Universidad Concordia mientras era profesora adjunta y posteriormente se publicó con el título Sex, Sin, and Grace: Women's Experience and the Theologies of Reinhold Niebuhr and Paul Tillich («Sexo, Pecado y Gracia: La Experiencia de las Mujeres y las Teologías de Reinhold Niebuhr y Paul Tillich»). El tema era coherente con su formación protestante, pero se inspiró especialmente en el artículo de Valerie Saiving de 1960, The Human Situation: a Feminist View («La Situación Humana: una Visión Feminista»), que reflejaba su preocupación por la distorsión de la investigación teológica causada por la falta de mujeres en la teología. Buscó profundizar en el trabajo de Saiving analizando también a Niebuhr e intentando reducir el esencialismo de género del artículo, donde, en su opinión, Saiving había errado en su argumento. Saiving se centró en interpretar cómo las doctrinas protestantes del pecado y la gracia se relacionaban con las experiencias de las mujeres.

## Carrera académica
La primera cátedra de Plaskow fue en la Universidad de Nueva York. Desafortunadamente, el departamento de estudios religiosos de la universidad cerró a mitad de su primer año, y tuvo que buscar un nuevo trabajo. Posteriormente, se encontró enseñando en la Universidad Estatal de Wichita de 1976 a 1979. Disfrutó de su tiempo en Wichita gracias a los sólidos departamentos de religión y estudios de la mujer de la universidad, pero temía quedarse estancada en Kansas y comenzó a buscar trabajo en otro lugar. Finalmente, encontró un hogar estable en Manhattan College, donde impartiría clases durante treinta y dos años y obtendría el título de profesora emérita. El departamento de estudios religiosos de la universidad era mayoritariamente católico, pero eso no detuvo a Plaskow. Disfrutaba aprendiendo más sobre teología católica, y su posición como persona ajena a la comunidad le permitió plantear preguntas que otros tal vez no harían, incluyendo cuestionar su propia religión.
Tras un largo período de dedicación a la teología cristiana, Plaskow se interesó gradualmente por el judaísmo. Asistió a su primera conferencia de la Academia Americana de Religión (AAR) en 1970 y quedó consternada por la escasa asistencia femenina. No asistió a la conferencia de 1971, pero Carol P. Christ, Elisabeth Schüssler Fiorenza y otras mujeres formaron un grupo de mujeres, un grupo de trabajo sobre mujeres y religión, y eligieron a Christine Downing, la primera presidenta de la AAR. El grupo de trabajo se reunió por primera vez en 1972, lo que marcó el inicio de los estudios de la mujer en religión. Mary Daly compartió sus primeras ideas para Beyond God the Father («Más allá de Dios Padre») en esta reunión y también cedió a Plaskow su puesto de copresidenta del grupo. Unos años más tarde, el grupo se convirtió en una sección oficial de la AAR tras argumentar con éxito que estaban creando un nuevo campo de estudio religioso y necesitaban el espacio y la autoridad necesarios para hacerlo. Esta sección se convirtió en su base para el estudio académico de la religión y el feminismo.
En la primera conferencia nacional de feministas judías, celebrada en febrero de 1973, Plaskow impartió una charla titulada The Jewish Feminist: Conflict of Identities («La feminista judía: Conflicto de identidades»), que fue recibida con una ovación de pie. A lo largo de la década de 1970, pronunció varias charlas cuestionando si una mujer podía ser verdaderamente judía, concluyendo que el judaísmo es transmitido por las mujeres, pero nunca realmente recibido ni poseído por ellas. En 1979, ella y su amiga y colaboradora de toda la vida, Carol P. Christ, editaron Womanspirit Rising: A Feminist Reader in Religion, a través de la Alianza de Mujeres de Yale, que se convirtió en una antología fundamental sobre espiritualidad feminista. Fue una de las primeras de su tipo, y su éxito la llevaría posteriormente a publicar otra antología, Weaving the Visions: New Patterns in Feminist Spirituality, en 1989.
Tuvo su primera oportunidad de impartir una clase sobre feminismo y teología judía en el primer Instituto Nacional de Verano Havurah en 1980. Esta oportunidad representó un gran avance personal para Plaskow; finalmente sintió que todos los aspectos de su identidad se unían, después de tanta tensión al respecto. Después de su primera clase, se inspiró para escribir The Right Question is Theological («La pregunta correcta es teológica»), en parte como respuesta al artículo de Cynthia Ozick Notes Towards Finding the Right Question («Notas para encontrar la pregunta correcta»). El artículo de Plaskow se publicó en 1982 y expuso sus críticas feministas a conceptos clave del judaísmo, como la Torá, Dios e Israel, utilizando el midrash feminista para argumentar que la halajá debería considerarse secundaria a la teología. Considera esta una de sus mejores obras. Inspirada en la alegría de estudiar juntas en el Instituto Nacional de Verano Havurah, Plaskow y otras mujeres con ideas afines formaron B’not Esh («hijas del fuego» en hebreo) en 1981, un colectivo de espiritualidad feminista judía que se ha reunido durante 36 años. Este grupo fue indispensable para que Plaskow imaginara y creara el feminismo judío; cree que no habría podido escribir Standing Again at Sinai sin B’not Esh. Cofundó la Revista de Estudios Feministas en Religión con Schüssler Fiorenza, y publicaron su primer número en la primavera de 1985. Plaskow fue editora durante diez años, y la revista continúa hasta la fecha.
En su influyente libro Standing Again at Sinai, Plaskow escribió que la Torá, y la concepción judía de su propia historia, fueron escritas por y en el lenguaje de un patriarcado masculino, de una manera que sanciona la marginación de las mujeres, y deben ser recuperadas redefiniendo su contenido para incluir material sobre las experiencias de las mujeres. Ella escribió la famosa frase: «Debemos visibilizar la presencia, la experiencia y los logros de las mujeres que han sido borrados de las fuentes tradicionales. Debemos contar las historias de los encuentros de las mujeres con Dios y capturar la textura de su experiencia religiosa... Para expandir la Torá, debemos reconstruir la historia judía para incluir la historia de las mujeres y, al hacerlo, alterar la forma de la memoria judía». Visibilizar esta historia, afirmó, es esencial para desarrollar el midrash feminista.
The Coming of Lilith (1972) continuó la tradición feminista judía de examinar los arquetipos femeninos en la Biblia, como la reina Ester y Lilit. Lilit fue la compañera original de Adán y fue creada como su igual. Lilit huyó del Edén cuando se le negó la igualdad sexual, siendo reemplazada por la sumisa Eva y convirtiéndose en un demonio que se alimentaba de niños. Plaskow imagina a Lilit esperando a que Eva la encuentre fuera de los muros del Edén, y tras su llegada, se unirán y reconstruirán el mundo juntas, algo que Adán y Dios temen. La obra de Plaskow ayudó a transformar a Lilit, de un ejemplo prototípico de lo que una mujer no debería ser, en una figura poderosa para la liberación femenina.
Su libro más reciente, Goddess and God in the World: Conversations in Embodied Theology («Diosa y Dios en el Mundo: Conversaciones sobre Teología Corporizada»), se publicó en 2016. Se trata de otra colaboración con Carol P. Christ, en la que se basan en sus experiencias personales para desarrollar y defender el método teológico corporizado. La visión de Judith de Dios/Diosa como un "poder creativo impersonal" contrasta con la visión de Cristo de la Diosa como una fuerza personal y amorosa. Sin embargo, en lugar de intentar reconciliar sus puntos de vista, argumentan que esta diferencia demuestra que la teología es profundamente personal y corporizada, y que debemos considerar cómo nuestras experiencias impactan nuestros debates teológicos.

## Vida personal
Plaskow se casó con el erudito rabínico Robert Goldenberg en 1967. Trabajaron juntos en la Universidad de Nueva York, la Universidad Concordia y la Universidad Estatal de Wichita. Su hijo, Alexander Goldenberg, nació en 1977. Cuando se declaró lesbiana en 1984, se separó de Goldenberg. Tienen una nieta.
En la segunda reunión de B'not Esh, en 1983, Plaskow se dio cuenta de que se había enamorado de Martha Ackelsberg, miembro del grupo y profesora de gobierno y estudios de la mujer en el Smith College. Tras separarse de Goldenberg, ella y Ackelsberg iniciaron una relación a distancia que duró treinta años antes de mudarse juntas. Aunque siguen juntos hoy en día, han decidido no casarse nunca, rechazando la idea de que los derechos deban estar ligados al matrimonio, en favor de construir una vida íntima en sus propios términos.
Su lesbianismo era un secreto a voces en sus círculos sociales tras salir del armario, pero Plaskow no se conectó de inmediato de forma explícita con el lesbianismo en el ámbito académico. El análisis de la sexualidad en Standing Again at Sinai no profundiza en el lesbianismo de la autora, pero sí utiliza el término "nuestra" al referirse a las identidades homosexuales. Fue solo cuando publicó Twice Blessed: On Being Lesbian or Gay and Jewish que se autodenominó así, y se leyó como un «tratado lésbico», a pesar de que gran parte del texto se extrajo de Standing Again at Sinai. En los años posteriores a Standing at Sinai, escribió varios ensayos sobre sexualidad, cuatro de los cuales aparecen en The Coming of Lilith: Essays on Feminism, Judaism, and Sexual Ethics, 1972–2003, publicado en 2005. Ella dice que salir del armario ha mejorado su creatividad y ha dado forma a sus estudios y opiniones, aunque su trabajo no trata explícitamente sobre su lesbianismo.
Plaskow atribuye a sus amigos y colegas la formación y el avance de sus ideas sobre la teología feminista judía. Conoció a Carol P. Christ en 1969, cuando era la única mujer en el programa de teología de Yale. Christ se convirtió en amiga, editora, colaboradora y asesora para Plaskow, una relación que aún mantiene. Christ dirigió la tesis de Plaskow, y Plaskow afirma que no habría podido completar su carrera sin su ayuda. Desde entonces, han colaborado en numerosos proyectos. Elizabeth Schüssler Fiorenza también ejerció una gran influencia en Plaskow. Juntas, fundaron el Journal of Feminist Studies in Religion, JFSR («Revista de Estudios Feministas en Religión»), y Plaskow atribuye al libro de Schüssler Fiorenza de 1983, In Memory of Her («En memoria de ella»), la ampliación de su comprensión de la historia de las mujeres judías. Las mujeres de B'not Esh, como Ackelsberg, Marcia Falk, Drorah Setel y Sue Levi Elwell, también tuvieron un impacto transformador en el desarrollo de una teología feminista específicamente judía por parte de Plaskow.

## Legado como teóloga feminista
Plaskow es considerada una de las teólogas feministas más significativas y reconocidas del siglo XX por sus contribuciones fundamentales al campo. Como pionera, su camino no estuvo exento de obstáculos. En Womanspirit Rising: A Feminist Reader in Religion, recuerda cómo sus profesores la disuadieron a ella y a Carol P. Christ de dedicarse a la teología feminista. Un profesor rechazó el ensayo de teología feminista de Christ y prefirió discutir los ensayos de sus colegas masculinos porque no consideraba importante el tema de Christ. Su propuesta de estudiar las actitudes históricas hacia las mujeres en el cristianismo para su tesis fue rechazada con enojo por un profesor. Esto no sorprendió a Plaskow, ya que cuando entró en el mundo académico, la teología era un campo predominantemente masculino y se prestaba poca atención a las mujeres en el ámbito académico.
Sus contribuciones a la teología feminista judía, en particular, han resultado invaluables. Fue la primera feminista judía en autodenominarse teóloga, y Standing Again at Sinai: Judaism from a Feminist Perspective (1990) fue el primer texto feminista judío dedicado a la teología. Su obra surgió en un momento en que el Movimiento de Renovación Judía y el acceso de mujeres a roles de liderazgo secular allanaron el camino para que las mujeres se convirtieran en rabinas, líderes de oración y, en general, adquirieran mayor visibilidad en sus comunidades religiosas. El midrash, el acto y el resultado de reinterpretar textos religiosos para comprender los cambios sociales en continuidad con la tradición judía, se convirtió en una preocupación fundamental del movimiento feminista y su relación con el judaísmo. Standing Again at Sinai ofreció una manera de conceptualizar a las mujeres en la historia judía, abordando el poder patriarcal y el lenguaje del judaísmo, lo que inspiró un gran surgimiento de la obra feminista judía, ya que Plaskow impulsó el desarrollo del midrash feminista. Además, su colaboración con Christ on Womanspirit Rising fue significativa para situar la escritura feminista judía junto a la de otras religiones, aumentando así la visibilidad del feminismo judío.
Plaskow reconoce Standing Again at Sinai como su obra más influyente, pero afirma que su mayor contribución a la teología feminista judía reside en su metodología. Ha insistido constantemente en que no basta con colocar a las mujeres en roles tradicionalmente masculinos; es necesario reimaginar y reconstruir el sistema desde cero. Además, su afirmación de que las perspectivas de las mujeres han sido ignoradas en la historia judía y de que las feministas judías están llamadas a recuperar la perspectiva femenina ha inspirado una abundante investigación.
Plaskow ha enfatizado durante mucho tiempo el valor de la hermandad y la comprensión a través de otras mujeres, inspirada por sus experiencias con Christ, AAR, la Alianza de Mujeres de Yale y B'not Esh. Afirma que su trabajo tiene fundamento y autoridad gracias a su experiencia en el desarrollo de un sentido de identidad a través de la comunidad con otras mujeres. Plaskow a menudo habla del valor de la "experiencia del sí, sí", en la que las mujeres que hablan de sus vidas descubren cuánto tienen en común. Esto es similar a los esfuerzos de concienciación promovidos por feministas y activistas de los derechos civiles desde finales de la década de 1960. Su comprensión de la hermandad se refleja en su interpretación de Lilit, quien enfatiza el valor de la hermandad entre ella y Eva. Si bien siente que existe un entendimiento natural y fructífero entre todas las mujeres, reconoce que no existe una experiencia universal de la feminidad. Ella ve la importancia de las diferencias raciales y de clase, especialmente en lo que respecta a la sexualidad y la religión.
Debido a su convicción de que la justicia social y la ética son esenciales para el judaísmo y el feminismo, Plaskow ha defendido diversas causas a lo largo de su carrera. En 2014, asistió a una marcha de Black Lives Matter para protestar contra la decisión de no procesar a Daniel Pantaleo por el asesinato de Eric Garner. Anima a las feministas judías a involucrarse en otras causas sociales, como Black Lives Matter y el calentamiento global.

## Críticas
Thalia Gur Klein ha criticado The Coming of Lilith de Plaskow por replicar interpretaciones de la Biblia que Klein considera antijudaicas. Klein discrepa de Plaskow en que los hombres son dominantes en la Biblia, sino tan dominantes como las mujeres, citando ejemplos de mujeres que ejercieron su dominio. En su interpretación de Levítico 18, Plaskow argumenta que estas normas sobre la sexualidad se crearon para proteger el estatus social de los hombres, no el de las mujeres y los niños, razón por la cual las escrituras permiten que un hombre abuse sexualmente de su hija o nieta. Klein afirma que esto es una interpretación errónea y no está permitido, insistiendo en que las leyes se crearon para proteger a las mujeres y los niños. Klein criticó la conexión de Plaskow entre la violencia israelí y la historia de Ester porque perpetuaba la idea de que el pueblo judío tenía una "tradición de genocidio", perpetrada entonces contra los persas y ahora contra los palestinos. Klein argumenta que el vínculo con Israel es innecesario y parcialmente inexacto, argumentando en ambos casos que los judíos resistían la agresión, no que perpetraban un genocidio. Afirma que es importante que Plaskow y otras feministas tengan cuidado de no recurrir a interpretaciones antijudías de los textos hebreos al analizar su naturaleza patriarcal.

## Publicaciones
- J. Plaskow, Sex, Sin, and Grace. University Press of America, 1979. ISBN 0-8191-0882-0
- J. Plaskow, Weaving the Visions : New Patterns in Feminist Spirituality. HarperSanFrancosco, 1980. ISBN 0-06-061383-1
- J. Plaskow, Standing Again at Sinai: Judaism from a Feminist Perspective, HarperSanFrancisco, 1991. ISBN 0-06-066684-6
- J. Plaskow, The Coming of Lilith : Essays on Feminism, Judaism, and Sexual Ethics, 1972-2003. Beacon Press, 2005 ISBN 0-8070-3623-4
- J. Plaskow; C.P. Christ, Goddess and God in the World: Conversations in Embodied Theology. Fortress Press, 2016. ISBN 150640118X